# Ali Brakchi
Ali Brakchi (ur. 26 lutego 1934 w Sidi Aïch w obecnej Algierii, zm. 15 stycznia 2021 w Basse-Terre) – francuski oraz algierski lekkoatleta, skoczek w dal i sprinter, medalista uniwersjad i igrzysk śródziemnomorskich, olimpijczyk. Początkowo reprezentował Francję, w latach 1963–1965 Algierię, a w latrach 1965–1966 ponownie Francję.

## Kariera sportowa
Jako reprezentant Francji zajął 5. miejsce w skoku w dal na mistrzostwach Europy w 1958 w Sztokholmie.
Zdobył brązowe medale w sztafecie 4 × 100 metrów (w składzie: Brakchi, Joël Caprice, Jean-Claude Penez i Guy Lagorce) oraz w skoku w dal (za reprezentantami Włoch Attilio Bravim i Maurizio Terenzianim) na uniwersjadzie w 1959 w Turynie. Zwyciężył w obu tych konkurencjach na igrzyskach śródziemnomorskich w 1959 w Bejrucie (sztafeta francuska biegła w składzie: Bernard Cahen, Alain David, Paul Genevay i Brakchi).
Odpadł w kwalifikacjach skoku w dal na igrzyskach olimpijskich w 1960 w Rzymie. Zajął 8. miejsce w tej konkurencji na mistrzostwach Europy w 1962 w Belgradzie.
Jako reprezentant Algierii zwyciężył w skoku w dal na igrzyskach GANEFO w 1963 w Dżakarcie.
Ponownie w barwach Francji zajął 13. miejsce w tej konkurencji na mistrzostwach Europy w 1966 w Budapeszcie.
Był mistrzem Francji w skoku w dal w 1957, 1960, 1962 i 1966, wicemistrzem w 1956 oraz brązowym medalistą w 1958. Był również mistrzem Algierii w 1963 w skoku w dal, biegu na 100 metrów, skoku wzwyż, trójskoku i pchnięciu kulą.
29 lipca 1962 w Colombes ustanowił rekord Francji w skoku w dal wynikiem 7,75 m. Jego rekord życiowy w tej konkurencji wynosił 7,91 m, uzyskany w Dakarze 18 kwietnia 1963 (był wówczas reprezentantem Algierii).